# سید باقر جلالی موسوی
سیدباقر جلالی موسوی (۱۳۵۱–۱۲۸۱) روحانی و سیاستمدار ایرانی و نماینده دوره هفدهم مجلس شورای ملی از دماوند و فیروزکوه بود.

## زندگی‌نامه
جلالی موسوی در سال ۱۲۸۱ در شهر تهران متولد شد وی فرزند سید ابوالحسن جلالی موسوی بود. در مدارس علمیه تهران، به ویژه مدرسه خان مروی، به تحصیل علوم دینی پرداخت. در سال ۱۳۱۱ از عهده امتحانات مدرسه عالی قضایی برآمد و موفق به دریافت پروانه وکالت گردید. پس از درگذشت پدرش، به وصیت وی به دماوند رفت و به جای پدر پیشنماز مسجد جامع دماوند شد. در شهریور ۱۳۵۱ در اثر عارضه قلبی در لاریجان درگذشت و در روستای شاهاندشت در کنار مادرش، سکینه خانم، و جد مادریش سید ابوطالب شاهاندشتی به خاک سپرده شد.

## نماینده دماوند و فیروزکوه در مجلس هفدهم
در جریان انتخابات دور هفدهم مجلس به نمایندگی مردم دماوند و فیروزکوه برگزیده شد. برخی معتقدند که وی تنها نماینده دماوند و فیروزکوه است که در یک انتخابات واقعی به مجلس شورای ملی راه یافته‌است. از آنجا که اکثر اهالی شهر دماوند آیت‌الله جلالی را از نزدیک می‌شناختند، نامزدهای احزاب و گروه‌های سیاسی دیگر، در یک انتخابات آزاد، در برابر وی بخت پیروزی نداشتند. به‌طور مثال، کمیته انتخاباتی جبهه ملی به پیشنهاد دکتر مظفر بقایی، دکتر سپهبدی را به عنوان نامزد این جبهه در حوزه انتخابیه دماوند و فیروزکوه برگزید. زمانی که دکتر سپهبدی برای فراهم نمودن زمینه کار به دماوند مراجعه کرد، مردم دماوند ضمن اظهار علاقه به آیت‌الله جلالی، وی را بر مرکبی سوار و تا بیرون شهر بدرقه کردند. وی گفته بود که «دکتر بقایی مرا دنبال نخود سیاه فرستاده‌است».

## عضویت در فراکسیون نمایندگان نهضت ملی
هرچند جلالی موسوی به عنوان کاندیدای مستقل به مجلس راه یافته بود، اما در جریان تحولات مجلس هفدهم به فراکسیون نمایندگان نهضت ملی پیوست. نمایندگان فراکسیون نهضت ملی ۳۱ تن بودند که ۲۶ تیرماه ۱۳۳۱ متعهد شدند با تمام قوای خود و با کلیه وسائل از دکتر مصدق پشتیبانی کنند.
جلالی موسوی در روز چهارم اسفندماه سال ۱۳۳۱ به همراه دکتر معظمی، دکتر شایگان، دکتر سنجابی، اصغر پارسا، حاج سید جوادی، آیت الله میلانی از طرف فراکسیون نهضت ملی به دیدار محمد رضاشاه پهلوی رفت. این هیئت که ریاست آن را دکتر معظمی بر عهده داشت، تلاش کرد که بین محمد مصدق و محمد رضا شاه تفاهم ایجاد کند. چند روز بعد وقایع ۹ اسفند رخ داد. روز ۱۰ اسفند اعضای فراکسیون نهضت ملی نامه‌ای به شاه نوشتند و در آن متذکر شدند که عده‌ای از افسران که خود را به غلط به مقام سلطنت منتسب می‌کنند، با اعمال بی‌رویه خود اساس مشروطیت ایران را تهدید می‌کنند. بعد از ظهر همان روز جلالی موسوی به همراه علی شایگان، دکتر معظمی و آیت الله انگجی از طرف فراکسیون نهضت ملی به دیدار محمد رضا شاه رفتند. برخی دو شخصیت روحانی در این جمع را نشانه «گوناگونی و تنوع مواضع روحانیت در رابطه با نهضت ملی در این دوره از تاریخ ایران» دانسته‌اند.
پس از شکست مرحله نخست کودتا در ۲۵ مرداد ۱۳۳۲، فراکسیون نمایندگان جبهه ملی در مجلس هفدهم، از مردم برای شرکت در تظاهراتی در حمایت از مصدق دعوت به عمل آورند. ساعت ۵ بعدازظهر روز ۲۵ مرداد تظاهرکنندگان در میدان بهارستان جمع شدند. نخستین سخنران رسمی این تجمع جلالی موسوی بود. محور سخنرانی وی را تأکید بر نیروی عظیم مردم در حفظ دولت ملی تشکیل می‌داد.
«دکتر مصدق و رهبران جبهه ملی فقط به شما تکیه دارند و با اعتماد و ایمان به نیروی عظیم شما به استقبال حوادث بزرگ می‌روند و به توفیق خداوند بر این دسیسه‌ها غلبه خواهند کرد».

## مخالفت با مشارکت زنان در انتخابات
در اواخر سال ۱۳۳۱ دولت مصدق لایحه قانون انتخابات مجلس شورای ملی را در جراید کثیرالانتشار به چاپ رساند. در این لایحه زنان از حق رأی محروم بودند. پس از انتشار این لایحه برخی از تشکل‌های زنان خواستار افزودن حق رأی زنان به این لایحه شدند. وقتی دکتر شایگان اعطای حق رأی به زنان را در صورت موافقت اکثریت مردم، ممکن دانست. نیروهای مذهبی علیه حق رأی زنان موضع گرفتند. وقتی موافقتها و مخالفت‌ها به اوج رسید. جلالی موسوی به عنوان یک عضو معمم مجلس عکس‌العمل نشان داد. وی موضوع شرکت زنان در انتخابات را عامل تشنج و آشوب دانست و مطرح کردنش را در آن زمان مضر به حال وحدت جامعه و مخل پیروزی شناخت. سرانجام تفسیر بهبهانی از فتوای سید حسین طباطبایی بروجردی مبنی بر جایز نبودن مشارکت زنان در انتخابات به بحث‌ها خاتمه داد.

## نهضت مقاومت ملی و جبهه ملی دوم
پس از کودتای ۲۸ مرداد مدتی به صورت مخفی زندگی کرد. در انتخابات دور هجدهم مجلس نامزد نمایندگی مجلس از تهران شد. هرچند رژیم کودتا به جبهه ملی اجازه فعالیت انتخاباتی و انتشار اسامی نامزدهایش را نداد، اما فهرست کامل نامزدهای جبهه ملی از طریق اعلامیه‌های مخفی در اختیار مردم قرار گرفت. در نهایت آراء نامزدهای جبهه ملی خوانده نشد. با تشکیل جبهه ملی دوم به این جبهه پیوست و از طرف کنگره جبهه ملی برای عضویت در شورای مرکزی جبهه ملی دوم انتخاب شد.